# 堀栄三
堀 栄三（ほり えいぞう、1913年〈大正2年〉10月16日 - 1995年〈平成7年〉6月5日）は、日本の陸軍軍人、陸上自衛官。階級は陸軍中佐、陸将補。
正確な情報の収集とその分析という過程を軽視する大本営にあって、情報分析によって米軍の侵攻パターンを的確に予測したため、「マッカーサー参謀」とあだ名された。戦中の山下奉文陸軍大将、そして戦後海外の戦史研究家にもその能力を高く評価されている。
参議院議員、国土交通大臣（2011年4月 - 2012年6月）の前田武志は堀の甥である。

## 陸軍軍人として
奈良県吉野郡西吉野村（現五條市）出身。伊藤祐一郎の子に生まれる。陸軍航空本部長、第1師団長や留守航空兵団司令官を務めた陸軍中将堀丈夫（士官候補生13期）の養子となる。明倫中学から1927年（昭和2年）4月、東京陸軍幼年学校に入り、1930年（昭和5年）3月から陸軍士官学校に進む。この陸軍士官学校時代に、上海戦の陣地突破のケーススタディーより物量の前には精神主義が役に立たないという教訓を得、後の情報分析の基本的な考えとなった。1934年（昭和9年）6月、士候46期を66番/338名の成績で卒業。同年10月に騎兵少尉に任官。騎兵第26連隊に配属された堀は、1936年（昭和11年）10月に騎兵中尉に進級し、1937年（昭和12年）3月に騎兵第16連隊に移る。同年11月から陸軍騎兵学校丙種学生として学んだ後、1938年（昭和13年）3月から陸軍予科士官学校教官を務め、同7月に騎兵大尉に進級。1940年（昭和15年）12月に陸軍大学校に入り、1942年（昭和17年）8月に少佐進級。11月に陸大56期を卒業。12月から陸軍戦車学校に勤務。
1943年（昭和18年）4月から陸軍士官学校戦術教官。10月1日から大本営陸軍部第2部参謀として勤務。ドイツ課とソ連課を経て（それぞれの課では両極端な分析方法を採用しており、それが後の分析手法に役立ったとの記録を残している）、欧米課に勤務。そこで、米軍戦法の研究に取り組み、その上陸作戦行動を科学的に分析して1944年（昭和19年）6月に『敵軍戦法早わかり』を完成させ、米軍への水際での突撃や夜間の銃剣突撃は自滅するので行わないようにという内容を伝達した。（内容自体の伝達は、同年3月16日から始めている。）

## 戦時中の活動
『敵軍早わかり』を最初に伝達し、ペリリュー島の戦いにおいて、米軍2個師団を相手に1個連隊を基幹とする約5千名で、2ヶ月以上奮戦した中川州男大佐がいた。
堀は、中川連隊やその他の諸処の戦場での勇戦奮闘と殉国の精神を讃える一方、戦略の失敗を戦術や戦闘でひっくり返すことは出来なかったと述べている。太平洋という戦場の特性を情報の視点から究明し、戦争の10年以上も前に「軍の主兵は航空なり」「鉄量にもって鉄量をもってする」という戦略を提唱していた。
堀は、著書で『国破れ企業破れて反省しても遅い、敗れ去る前に自ら襟を正すべきであるが、その中でも情報を重視し、正確な情報的視点から物事の深層を見つめて、施策を立てることが緊要となってくる。』と述べている。
この『敵軍戦法早わかり』が伝達されるまでは、中国戦線での戦訓に基づいて米軍との戦いを行っており、士気が非常に低く突撃によって逃げ出す相手に対する戦い方をとる事で日本軍の損害が非常に増えていた側面もある。この資料の完成後は、硫黄島の戦い及び沖縄戦に代表されるように米軍の被害は増加することになる。サイパンの戦いには内容の教授が間に合わなかったと記録に残している。
『敵軍戦法早わかり』以降、大本営内部で意見の調整が行われ、各師団に軍事作戦（戦略）を説明するときに、同時に現地情勢及び相手の戦闘方法の情報についても伝達するように切り替わった。

### 航空戦が怪しい
『敵軍戦法早わかり』完成の約1年前。堀を中心とする米軍戦法研究グループは、各種の統計を取っているうち1943年（昭和18年）11月5日～17日にわたって行われたブーゲンビル島沖航空戦と、11月21日から29日にわたって行われたギルバート諸島沖航空戦の戦果に注目していた。大本営海軍部の発表を総合すると、米艦隊はすべて撃沈されたことになっていた。しかし実際には、一隻もいなくなったはずの米海軍の反撃は却ってピッチを上げ、奇襲から強襲に変わっていった。
堀たちのグループが抱いた疑問の第一が、なぜゼロになった米機動部隊が大規模な艦砲射撃を強行できるかということであった。
「第一線の航空部隊では、各飛行機の報告をどのように審査しているのだろうか？」
これを調べなければ正確なことはわからない。この疑問が後の台湾沖航空戦の戦果の判定に繋がっていく。

### 台湾沖航空戦での戦果判定
1944年（昭和19年）10月13日、『敵軍戦法早わかり』の内容を前線部隊であるフィリピンの第14方面軍に知らせるため、汽車で新田原飛行場に移動したが、折りしも台湾沖航空戦が発生しており、汽車の中でも乗客達はその大戦果の話で持ちきりであった。
新田原では空襲警報が発令されていることを理由に便乗を断られたが、堀はいままでの戦法研究で疑問が払拭できなかった航空戦を直に確認するため、参謀の威令を発揮し、九州鹿屋の海軍飛行場まで連絡機で移動した。鹿屋の海軍飛行場脇の大型ピストの前では、大勢の兵士が慌ただしく行き来し数人の幕僚達に戦果を報告していた。黒板には戦果が次々と書き込まれ、報告のたびに歓声が上がった。戦法研究中から堀の脳裏を離れなかった「航空戦が怪しい」と考えていたものが目の前で展開されていた。
堀は、戦果の報告を終え、ピストから出てきたパイロット達に矢継ぎ早に質問をした。
「どうして撃沈とわかった？」「どうしてアリゾナとわかった？」「アリゾナはどんな艦型をしていた？」「どうして自分の爆弾でやったと確信していえるのか？」「戦果確認機のパイロットは誰だ？」
堀の質問にパイロット達の答えがだんだん怪しくなってくる。米軍研究の結果、米軍艦の識別は頭の中にたたき込まれていたため、堀にはパイロットたちの返事の曖昧さがよくわかった。
『戦果はこんなに大きくない。誰がこの戦果を確認してきたのだ。誰がこれを審査しているのだ。やはりこれが幻の戦果の実体だったのだ。』堀はそう直感した。ブーゲンビル沖航空戦では、後になってみると大本営発表の十分の一にも足りない戦果だった。
堀は、10月13日19時、大本営陸軍部第二部長（有末精三中将、堀の所属長）宛に「この成果は信用出来ない。いかに多くても2、3隻、それも航空母艦かどうかも疑問」と緊急電報を打った。
後年の堀は、「堀が大本営陸軍部第二部長に打った緊急電報を、大本営陸軍部では承知していたと想像されるが、これが握り潰されたと判明するのは戦後の1958年（昭和33年）夏だから、不思議この上ないことである。しかし大本営陸軍部の中のある一部に、今（1989年（平成元年））もって誰も覗いていない密室のような奥の院があったやに想像される」と記している。
保阪正康は、この緊急電報が、当時、大本営の作戦参謀であった瀬島龍三少佐によって握り潰された可能性を指摘している。真相は不明だが、現在もこの電報の現物が行方不明なのは事実である。ただし、当該電報の後（15日20時）に堀が打った“特緊（特別緊急）電報”は現存している。15日、鹿屋からマニラへの移動中機体は台北飛行場上空を通過したが、堀は飛行場施設の損害を間近で確認し、上陸に先立って周辺地域の航空基地を念入りに叩く米軍の戦法に違いない旨確信を抱いた。実際、米軍はレイテ島上陸を目的としたキングII作戦を3段階に区分し、第2段階まではそのような目的の空襲として計画していたのである。
台湾沖航空戦の大戦果発表を鵜呑みにした陸軍は急遽作戦計画を変更し、レイテ決戦を行うことになる。それはまさに地獄への引導のようものだった。その深層には、陸軍と海軍が双方とも何の連絡もなく勝手に戦果を発表していたため、陸軍は海軍の発表を鵜呑みにするしかないという日本最高統帥部の組織的欠陥があった。
堀は、10月15日にマニラに到着後、17日に南方総軍司令部第2課で台湾沖航空戦の戦果に再検討を加え、米軍の健在な空母を12隻と計算し、第14方面軍司令官の山下奉文大将、参謀副長の西村敏雄少将に報告した。報告時、折りしも米軍艦載機によるマニラ空襲が行われており、山下大将と西村少将は堀の報告を信じた。
同月19日には、憲兵隊から、撃墜した米軍艦載機のパイロットを尋問した結果、ルソン島を空襲中の米軍正規空母が12隻であること、その艦名が全て判明したことが報じられた。大本営海軍部（陸軍部にあらず）の発表した台湾沖航空戦の戦果は全くの誤りで、堀が大本営陸軍部第二部長に打電し、山下大将に説明した通りであったことが明らかになった。
次に述べる第14方面軍時代もそうだったが、結果として堀の予想は正確であることが多かった。しかし、世の中には堀がどうしてそのような正確な予想が出来たのか、著述物だけでは納得しない研究者がいる。戦史叢書の編纂経験がある近藤新治は奈良県の堀宅を訪ね、この点について突っ込んだ質問を行い、次のような答えを得た。

### 第14方面軍情報部への配置転換
10月27日から第14方面軍作戦参謀、1945年（昭和20年）2月1日からは再び大本営陸軍部第2部第6課（米国班）参謀を歴任し、終戦後の9月に陸軍省軍務局課員、10月に予備役編入。郷里の奈良県吉野郡西吉野村に帰り、健在であった父の堀丈夫中将と共に農耕に従事。

### 戦後
戦後、1954年（昭和29年）に陸上自衛隊に入隊。吉田茂首相の軍事ブレーンとして、自衛隊の創設に大きな力を有した辰巳栄一陸軍中将の「情報の分野で働くように」という勧めに応じたものだった。陸上幕僚監部第二部国外班長に就任、1959年（昭和34年）10月24日から初代駐西ドイツ大使館防衛駐在官（駐在武官に相当）に就任し、キューバ危機をヨーロッパで体験した。ラインの軍需物資輸送の情勢判断から米ソ開戦せずとの判断を東京に逸早く打電した。1963年（昭和38年）10月末には統合幕僚会議第二室（防衛省情報本部の前身）室長に就任する。防衛庁内の雰囲気に納得できず、1967年（昭和42年）3月、陸将補で退官。
1974年（昭和49年）から大阪学院大学ドイツ語講師となる。1991年（平成3年）4月から郷里の西吉野村の村長を務め、名産吉野柿の普及に力を入れた。二期目在職中の1995年（平成7年）6月5日、ガンのために死去、享年82。

## 人物
戦後の堀は、陸上自衛隊を陸将補で退官した後、郷里の奈良県吉野郡西吉野村に戻り、大阪の大学でドイツ語を講じ、戦争中のことについては一切口にしなかった。堀が回想録 『大本営参謀の情報戦記』 を公刊する直接的な動機となったのは、1986年（昭和61年）に、ある雑誌の座談会（堀は出席せず）で「台湾沖航空戦の過大戦果を戒めた堀の電報を、大本営陸軍部作戦課が握り潰したからだ」と発言したのがきっかけに堀が戦時中に携わった情報の仕事への各方面の注目が高まり、日本の敗因を情報の見地から解明しては、と勧めを受けたためである。1984年（昭和59年）春から、戦史研究家の保阪正康が堀への取材活動を始めたことも影響した。従って太平洋戦争（大東亜戦争）の回想録としては遅い1989年（平成元年）に上梓されている。
なお、保阪が堀に最初に取材を申し込んだ所、堀から面会を断る手紙を受け取ったが、保阪は逆に取材意欲を燃やしてアポなしで堀宅を訪問した。その後、保阪が何度も訪問を重ねてから堀はようやく口を開き、信頼関係が出来てからは奈良や東京でしばしば会うようになった。ただし、堀は、同じ陸軍出身者の近藤が取材した際には快く会っている。

### エピソード
- 情報分析では評価の高い堀であるが、陸軍大学校卒業後は大本営陸軍部第1部作戦課への配属を希望していた。しかし、当時作戦課へは陸大の成績で6番以内の『恩賜組』でないと配属されない不文律があり、堀は第2部（情報）への配属となった[15]。
- GHQは、スパイがいて日本軍に情報がもれていたのではないかと疑い、戦後、情報部門の人間を調べた。その結果、堀が米国の放送や新聞の内容から「米軍が薬品や缶詰を発注した３か月後に作戦が動く」「次はこの部隊が動く」等と予想していたことを知り、その才能を知り、米国帰化を勧めたという[16]。
- 1960年（昭和35年）冬に、西ドイツのカールスルーエにある戦車工場を、駐在武官団（共産圏以外）の一員として視察することになった。それと符合するように「日本で戦車を作っている会社」の技師たちが西ドイツに来て堀の私宅を訪れ「日本の防衛庁（当時）から、ドイツの戦車を参考にして、日本の新戦車を作る課題を出されているが、ドイツの戦車を見る機会がない。（堀が）ドイツの戦車の特定部分の寸法を正確に測ってくれれば、あとは自然に全部分るのでよろしく頼む」と依頼された。堀は、自分の指、携行する消しゴムつき鉛筆の各部分の寸法を精密に測定して寸法を測る準備をした。工場見学の日、堀は、用意していた鉛筆を使って「特定部分」の寸法を一瞬で測り、大使館で待機していた技師たちにその情報を伝え、たいへん感謝された[17]。
- 奈良県吉野郡西吉野村和田（現：五條市）の堀家は、松本清張・樋口清行『奈良の旅』で「吉野郡西吉野村和田にある、後村上天皇の賀名生行在所といわれる堀栄三氏宅も、足利時代初期に近い構造を一部残している」と紹介されている[18]。「堀家住宅(奈良県吉野郡西吉野村)」として、堀の生前の1979年（昭和54年）5月21日に重要文化財に指定され[19]、2012年（平成24年）現在も保存されている。賀名生#歴史参照。

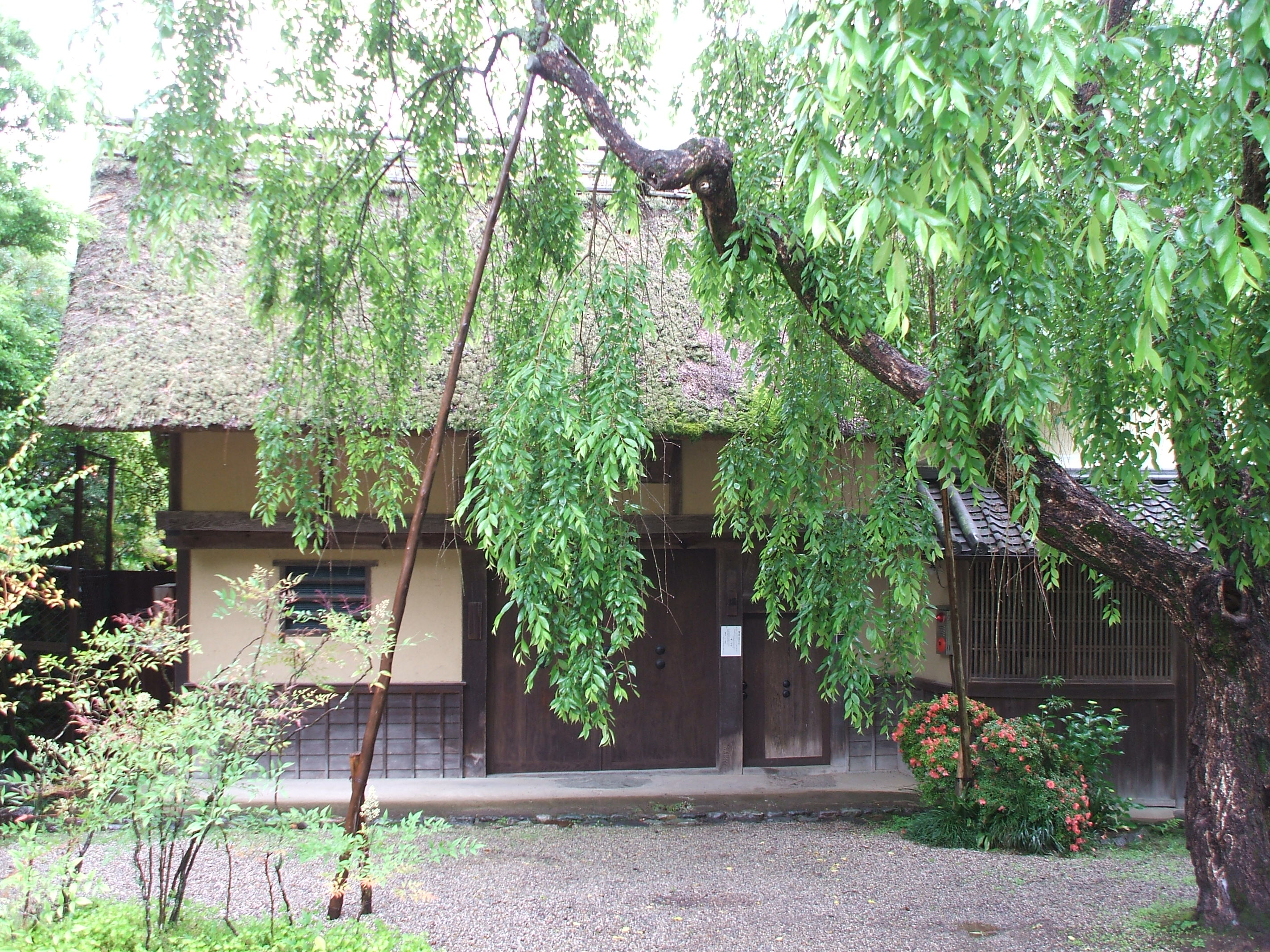
堀家住宅（賀名生行宮跡）

## 著作
- 『悲劇の山下兵団』 1946年（昭和21年）にある出版社向けに執筆した[20]。原稿用紙に換算して400枚程度[注釈 4]。父の堀丈夫中将に「負けた戦を得意になって書いて銭をもらうな」と叱責され、未発表のまま堀の手元で保存されていた[20]。この原稿が手直しされて、1989年（平成元年）に 『大本営参謀の情報戦記』 として上梓された[22]。
- 『堀回想録』 近藤新治が1987年（昭和62年）に言及している。防衛研究所戦史部でも保有している。
- 『大本営参謀の情報戦記 情報なき国家の悲劇』
  - （文藝春秋、1989年（平成元年） ISBN 4-16-343630-8
  - （文春文庫、1996年（平成8年） ISBN 4-16-727402-7